# Stephen Mulhern
Stephen Daniel Mulhern (né le 4 avril 1977) est un présentateur de télévision, magicien et comédien anglais.
Il commence sa carrière chez CITV en présentant les émissions de télévision pour enfants Finger Tips (2001-2004) et Tricky TV (2005-2010). Mulhern a ensuite présenté diverses émissions de télévision pour ITV, notamment Britain's Got More Talent (2007-2019), Animals Do the Funniest Things (2007-2011), This Morning's Hub (2011-2014), Catchphrase (2013-présent), Big Star's Little Star (2013-2018), In for a Penny (2019-2024), Rolling In It (2020-2021), Deal or No Deal (2023-présent) et Dancing on Ice (2024-présent).

## Jeunesse et éducation
Stephen Daniel Mulhern est né le 4 avril 1977 à Stratford, dans l'est de Londres. Ses parents sont commerçants sur le marché. Il fréquente St Bonaventure à Forest Gate, dans l'est de Londres.